# 越島稔子
越島稔子、（日语：こしじま としこ，1980年3月3日—）是一位日本女性歌手。音樂組合「CAPSULE」的主音。出身於石川縣金澤市。「Koshiko（こしこ）」是本人較常用的暱稱。

## 概要
在高中生的時候遇到現在的音樂製作人中田康貴。在故鄉金澤市，創作音樂的高中生常聚集在家庭餐廳裡，兩人在那時開始互相認識。高中畢業後，曾在建設公司的水壩設計部門工作，後來因CAPSULE正式出道而決定上京。興趣是化妝和收集假眼睫毛，同時喜歡喝酒。曾擔任汽車廣告的旁白。
CAPSULE大多的歌曲都使用了聲碼器，越島的歌聲也被加工過，但本人在訪問中表示沒有特別的抗拒。
越島形容CAPSULE是「一份絕對沒辦法辭掉的工作」。

## 關連項目
- CAPSULE
- 中田康貴

## 外部連結
- CAPSULE OFFICIAL WEB SITE （页面存档备份，存于）
- 越島稔子的Facebook專頁